# Deutsch-Amerikanisches Institut Nürnberg
Das Deutsch-Amerikanische Institut Nürnberg e.V. (DAI) dient als interkulturelle Begegnungsstätte für in der Metropolregion Mittelfranken lebende Deutsche und Amerikaner. In seinen Veranstaltungen informiert es über die US-amerikanische Geschichte, Politik und Kultur. Weitere Schwerpunkte sind Sprachkurse und -tests, die Beratung zu Aufenthalten in den Vereinigten Staaten sowie der Betrieb einer englischsprachigen öffentlichen Bibliothek. Als binationale Einrichtung wird das DAI ebenso durch die Stadt Nürnberg, den Freistaat Bayern und das Auswärtige Amt in Berlin sowie durch die US-Botschaft finanziert.

## Geschichte
Das „Amerika-Haus Nürnberg“ wurde im Jahr 1946 von der US-Militärregierung zu Zwecken der „Reeducation“, d. h. der Förderung demokratischen Gedankenguts im Nachkriegsdeutschland, gegründet. Wie die anderen „Amerika-Häuser“ in Deutschland diente es während des Kalten Krieges auch der Verbreitung antikommunistischer Propaganda. Im Jahr 1962 erfolgte die Umwandlung in einen binationalen Verein und die Umbenennung in „Deutsch-Amerikanisches Institut“.

## Angebote
Das kulturelle Veranstaltungsprogramm umfasst Vorträge, Lesungen und Diskussionsgruppen. Seine Bibliothek besitzt 9.000 englischsprachige Bücher sowie DVDs. Als offizielles „Education USA Center“ informiert das DAI über Studienaufenthalte und Praktika in den Vereinigten Staaten und ist akkreditierter Partner der US-Regierung für die Abnahme von Sprachtests (TOEFL, TOEIC, GMAT).